# O Pirralho
O Pirralho foi uma revista político-literária criada em São Paulo em 12 de agosto de 1911, pelo jornalista paulista Oswald de Andrade e pelo advogado mineiro Dolor de Brito Franco. Suas publicações eram quinzenais, divulgadas sempre aos dias de sábado, ao preço de 200 réis. Apresentava uma linguagem informal, rápida e ágil, pautada pelo humor e pela sátira.

## História
A redação de O Pirralho, sediada na rua 15 de Novembro, na Zona Central de São Paulo, funcionou numa sala de um sobrado com móveis doados por Inês Andrade, mãe de Oswald de Andrade. Em sua redação, juntou-se uma súcia de poetas, escritores e jornalistas improvisados, entre os quais, figuram os poetas Cornélio Pires e Guilherme de Almeida, o jornalista Juó Bananère, o desenhista Ferrignac, o ilustrador Di Cavalcanti, o caricaturista de Lemmo Lemmi, dentre outros inúmeros colaboradores e convidados que contribuíram de diferentes formas. Sua primeira publicação foi anunciada em grandes jornais da época, como os paulistas O Estado de S. Paulo, Fanfulla (em italiano), Diario Popular e o Gazeta; no Distrito Federal, foi anunciada pelo Jornal do Commercio.

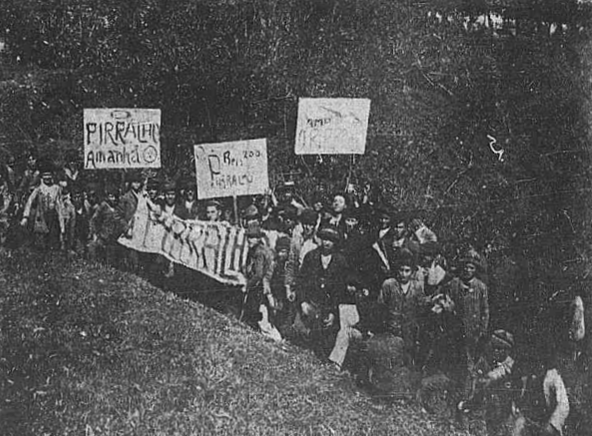
Cartazes anunciando O Pirralho em 1911

O primeiro número de O Pirralho havia registrado os nomes de Oswald de Andrade como diretor-proprietário, Oswald Júnior como secretário e de Renato Lopes como representante no Rio de Janeiro. Dolor de Brito Franco, apesar de compor a diretoria, não teve seu nome registrado. Em fevereiro de 1912, Oswald de Andrade partia para a Europa, com retorno previsto para setembro. Oswald decidira arrendar O Pirralho ao jornalista Benedito de Andrade, quem muito relutou em devolvê-lo ao dono, ameaçando-o com um chicote.

### Revistas
Dentro da revista, foram publicadas outras "revistas"; em 1911, Oswald de Andrade deu início às Cartas D'Abax'o Pigues, com prosas escritas em paulistaliano, linguagem dos imigrantes italianos, que misturava dialetos da Itália a fala característica de São Paulo; Juó Bananère deu início ao O Birralha, Xornal Alemong, revista baseada em um português com uma escrita que tentava aproximar-se do alemão; em 1913, Bananère, que havia tornado-se redator das Cartas D'Abax'o Pigues, sucedeu a mesma e deu início ao O Rigalegio, Organo Indipendento do Abax'o Pigues i do Bó Retiro, com o subtítulo "Dromedario Ilustrato: anarchia, sucialismo, literatura, vervia, futurismo, cavaço," durando até o final de 1914, quando retornariam as publicações das Cartas D'Abax'o Pigues; por Cornélio Pires, foram escritas as Cartas de um caipira, uma série de diálogos que utilizavam de uma linguagem tradicionalmente paulista, conhecida como caipira, servindo como uma das bases para o estudo linguístico O Dialecto Caipira, publicado pelo seu primo Amadeu Amaral, em 1920. Em O Pirralho, também haviam as revistas A Fita Moderna, Propriedade de um sindicato de bicheiros, Memento homo quia pulvis est e A correspondência de Tiririca.

### Última edição
O Pirralho teve um total de 248 números, cessando suas publicações em 23 de fevereiro de 1918.